# Piove di Sacco
Piove di Sacco es una localidad de 18.535 habitantes de la provincia de Padua, región del Véneto, situada en la Saccisica a 20 km al sudeste de Padua.

## Historia
En esta localidad probablemente nació el pintor gótico del siglo XIV, Guariento di Arpo.

## Monumentos
Piove di Sacco cuenta con numerosos tesoros arquitectónicos, en primer lugar la Torre mayor, el último vestigio de las fortalezas construidas en la época carrarese, por encima de la cual se superpone el campanario de la cercana Catedral.
La fundación de la Catedral,  dedicada a San Martín, se remonta al siglo X, luego fue reconstruido entre 1090-1100 y, de nuevo, en 1403. Posteriormentey fue reconstruida en estilo neorrománico y neogótico del ingeniero Francesco Gasparini entre 1893 y 1903. En su interior se encuentra el retablo de la Virgen del Carmelo de Giambattista Tiepolo y el altar del Santísimo Sacramento, obra de Jacopo Sansovino (c. 1554). En la sacristía se encuentra otra obra de Tiepolo, San Francisco de Paula.
En la cercana Plaza Matteotti se encuentra el Ayuntamiento construido según diseño de Giuseppe Jappelli en 1818 en el lugar del antiguo ayuntamiento de origen medieval. 
Otro edificio interesante artísticamente es el santuario de Nuestra Señora de Gracia que se encuentra a un kilómetro de la ciudad, a orillas del río Fiumicello. Esta iglesia fue construida entre 1484 y 1489 y está asociada a un milagroso suceso descrito en un cuadro del siglo XVII: Dos hermanos, a la muerte de sus padres se dividieron pacíficamente la herencia, pero discutieron sobre quién debería terminar una imagen de la Virgen y el Niño y se retaron a duelo. En ese momento, un niño de un año que estaba en brazos de su madre empezó a hablar mandándoles que se detuvieran y llevaran la imagen a una capilla en las afueras de la ciudad. Ante tal milagro, se decidió construir un nuevo templo dedicado a Nuestra Señora de Gracia. La tabla pintada, origen del milagro se conserva en el interior del santuario y es atribuida por muchos críticos al pintor Giovanni Bellini.

## Evolución demográfica
| Gráfica de evolución demográfica de Piove di Sacco entre 1861 y 2001 |
|                                                                      |
| Fuente ISTAT - elaboración gráfica de Wikipedia                      |